# Dukecynus
Dukecynus es un género extinto de mamífero de dieta carnívora, perteneciente al orden Sparassodonta (clado incluido dentro de los metaterios, grupo que comprende a los mamíferos más emparentados cercanamente con los actuales marsupiales), que habitó en Suramérica (Colombia), durante el período Mioceno Medio (edad Laventense), entre hace unos 13 y 12 millones de años.
Con una sola especie conocida hasta ahora, Dukecynus magnus (nombre que significa "perro de Duke - por la Universidad de Duke - grande") fue descubierto en los estratos de La Venta (departamentos de Huila y Tolima) en Colombia, encontrándose restos pertenecientes a su mandíbula inferior y el maxilar superior con dientes (espécimen holotipo IGM 251149), más algunos molares referidos, restos escasos que contaban sin embargo con suficientes características para diagnosticar un nuevo taxón y llevaron a clasificarlo como miembro de la familia Prothylacynidae, de la que sería su mayor representante con un peso cercano a los 68 kilogramos, viviendo junto a otra especie de esparasodonte de menor tamaño, el posiblemente arbóreo, Lycopsis longirostrus. Aunque las afinidades de esa especie no se han examinado formalmente, Dukecynus ha sido reclasificado como un borhienoideo basal, parte de un grupo de esparasodontes que incluyen a Lycopsis y Prothylacynus sin poder ser asignados a las familias reconocidas de borhienoideos como Borhyaenidae o Thylacosmilidae. Este animal, de aspecto vagamente similar al de un lobo y con dimensiones similares, se caracterizaba por un rostro estrecho y alargado (Goin, 1997), mientras que sus dientes sugieren que era más carnívoro que otros parientes suyos borhienoideos; probablemente estaba entre los mayores depredadores terrestres de la fauna de La Venta. Sus molares sugieren afinidades cercanas a la especie argentina Pseudolycopsis cabrerai (del período Chasiquense). Un ejemplar fragmentario de esparasodonte grande hallado en La Venta, consistente en parte de la mandíbula y piezas del húmero y el fémur, UCMP 39250, reportado inicialmente por Marshall (1978) como "cf. Arctodictis", puede pertenecer también a Dukecynus o a una especie afín.